# Волошин Ярослава
Ярослава Волошин (нар. 20 травня 1922, с. Крогулець, Польща) — українська учителька, громадська діячка, меценатка.

## Життєпис
Ярослава Волошин народилася 20 травня 1922 року у селі Крогульці, нині Васильковецької громади Чортківського району Тернопільської области України.
Від 1972 — в Канаді, де вчителювала до виходу на пенсію.
Авторка численних публікацій в українських жіночих журналах, активна в Організації українок Канади ім. О. Басараб.

### Благодійність
Її сім'я виділила значні кошти на відкриття Національного університету «Києво-Могилянська академія», видання збірки
праць Бориса Грінченка і Михайла Драгоманова «Діалоги про українську національну справу» (1994), книгу «Буковинський курінь» і пам'ятник учасникам цього формування УСС, на «Просвіту» в Гусятині, допомогу воякам УПА родинного села Крогулець Чортківського району, комплектування б-ки української діаспори в Крогулецькій школі тощо.